# Liste des aéroports les plus fréquentés en Suisse
Cet article décrit les aéroports suisses par ordre décroissant de trafic passagers.

## Carte
Carte des principaux aéroports suisses en 2017
| Zurich Genève Bâle Lugano Berne Saint-Gall Sion Plus de 10 millions Plus de 5 millions Plus de 1 million Plus de 0,5 million Plus de 0,2 million Moins de 0,2 million |

## En graphique
Pour des raisons techniques, il est temporairement impossible d'afficher le graphique qui aurait dû être présenté ici.

Voir la requête brute et les sources sur Wikidata.

## En tableau
| Rang 2017 | Aéroport           | Canton                  | Code AITA   | Évolution 2005-2011 | 2017       | 2015       | 2011       | 2010       | 2005       | 2000       | 1995       | 1990       | 1985      | 1980      |
| --------- | ------------------ | ----------------------- | ----------- | ------------------- | ---------- | ---------- | ---------- | ---------- | ---------- | ---------- | ---------- | ---------- | --------- | --------- |
| 1         | Zurich             | Zurich                  | ZRH         | +36 %               | 29 361 201 | 26 251 507 | 24 313 250 | 22 854 358 | 17 877 978 | 22 450 494 | 14 926 943 | 12 278 088 | 9 103 802 | 7 627 650 |
| 2         | Genève             | Genève                  | GVA         | +39 %               | 17 259 942 | 15 682 128 | 13 003 611 | 11 748 972 | 9 360 621  | 7 677 763  | 6 009 416  | 5 488 703  | 4 512 877 | 3 952 730 |
| 3         | EuroAirport        | Bâle-Ville et Haut-Rhin | EAP BSL MLH | +54 %               | 7 868 537  | 7 028 970  | 5 020 987  | 4 087 931  | 3 261 762  | 3 699 194  | 2 294 603  | 1 776 784  | 1 013 078 | 852 409   |
| 4         | Berne              | Berne                   | BRN         | +116 %              | 167 566    | 175 024    | 169 288    | 85 981     | 78 423     | 205 314    | 132 078    | 88 584     | 48 524    | 20 745    |
| 5         | Lugano             | Tessin                  | LUG         | -9 %                | 135 534    | 156 435    | 165 054    | 159 497    | 181 453    | 286 507    | 383 585    | 310 240    | 134 768   | 1 547     |
| 6         | St-Gall Altenrhein | Saint-Gall              | ACH         | -0.14 %             | 109 776    | 91 976     | 94 834     | 68 395     | 94 971     | 98 769     | 45 371     |            |           |           |
| 7         | Sion               | Valais                  | SIR         | +30 %               | 9 349      | 6 660      | 6 315      | 3 912      | 4 843      | 8 760      | 15 161     |            | 287       | 94        |

Sources : Office fédéral de la statistique (OFS).
« Transport aérien - Trafic de lignes et charter. Résultats annuels 2017 » (consulté le 16 octobre 2018)